# Лянцин
Лянци́н (кит. упр. 良庆, пиньинь Liángqìng) — район городского подчинения городского округа Наньнин Гуанси-Чжуанского автономного района (КНР).

## История
Исторически эти земли были частью уезда Юннин.
В 2004 году уезд Юннин был расформирован, а на его бывшей территории (за исключением земель, переданных в состав других городских районов) были созданы районы Юннин и Лянцин.

## Административное деление
Район делится на 2 уличных комитета и 5 посёлков.